# Fredrick d'Anterny
 (septembre 2018).
Si vous disposez d'ouvrages ou d'articles de référence ou si vous connaissez des sites web de qualité traitant du thème abordé ici, merci de compléter l'article en donnant les références utiles à sa vérifiabilité et en les liant à la section « Notes et références ».
Fredrick D’Anterny, né en 1967 à Nice, en France, est un écrivain québécois d’origine française, spécialisé dans la littérature jeunesse fantastique ainsi que dans le roman fantastique et de science-fiction pour adultes. Il est également animateur, formateur, conférencier, infographiste et éditeur. 

## Biographie
Arrivé au Canada en 1984, et après plusieurs soumissions de textes et d’illustrations à divers journaux, il s'investit dans l’écriture. Il occupe plusieurs métiers, dont ceux de libraire et de représentant commercial pour un distributeur canadien de livres. Il écrit des manuscrits qui sont d’abord refusés par les éditeurs puis les séries Éolia et Storine voient le jour aux Éditions Pierre Tisseyre. À partir de 2005, il écrit à temps plein. Ses livres sont destinés aux adolescents, jusqu’en 2007 où il s'intéresse à la littérature pour adultes. 
Il termine l’écriture de son premier roman, Éolia, princesse de lumières, en 1995. À la suite d’une pause de près de sept ans, il publie, en 2002, le premier des dix tomes de la série de science-fiction Storine, l’orpheline des étoiles, série qu’il termine en 2011 avec la sortie de Storine, l’orpheline des étoiles. En 2006, il reprend la série Éolia et écrit 15 autres récits. En 2007, Frédrick D’Anterny publie Bélios, Mémoires de réincarnés, un roman surnaturel pour adultes. D’autres séries comme Les messagers de Gaïa (9 tomes), et Les sept cristaux de Shamballa (7 tomes), paraissent aux éditions Michel Quintin et ADA éditeurs.
La série Crimes et réincarnations (3 titres), publiée aux éditions Michel Quintin, sont des suspenses pour adultes.   
Également auteur d’albums pour enfants aux éditions ADA, il publie Les aventures de la petite flamme bleue. 
Aux éditions Pierre Tisseyre, l’auteur publie ensuite des romans plus courts, plus légers et à tonalité humoristique destinés à un plus jeune public, comme La fille qui mangeait les signets et Le garçon qui broyait les livres.
Avec l’auteure Chantal Déry, il publie aux éditions du Phoenix la collection Les accords toltèques expliqués aux enfants comportant quatre titres.
Une nouvelle série, Béa et Mia, publiée aux éditions Michel Quintin en 2014, cible les adolescents et en particulier les adolescentes.

## Œuvres

### Romans

#### SérieStorine
- Tome 1 : Le lion blanc, Éditions Pierre Tisseyre, 2002
- Tome 2 : Les marécages de l’âme, Éditions Pierre Tisseyre, 2003
- Tome 3 : Le maître des frayeurs, Éditions Pierre Tisseyre, 2004
- Tome 4 : Les naufragés d’Illophène, Éditions Pierre Tisseyre, 2004
- Tome 5 : La planète du savoir, Éditions Pierre Tisseyre, 2005
- Tome 6 : Le triangle d’Ébraïs, Éditions Pierre Tisseyre, 2005
- Tome 7 : Le secret des prophètes, Éditions Pierre Tisseyre, 2006
- Tome 8 : Le procès des Dieux, Éditions Pierre Tisseyre, 2006
- Tome 9 : Le fléau de Vinor, Éditions Pierre Tisseyre, 2007
- L’inédit, Éditions Pierre Tisseyre, 2011

#### SérieÉolia
- Le garçon qui n’existait plus, Éditions Pierre Tisseyre, 1995
- La forêt invisible, Éditions Pierre Tisseyre, 2006
- Le prince de la musique, Éditions Pierre Tisseyre, 2006
- Panique au salon du livre, Éditions Pierre Tisseyre, 2006
- Les voleurs d’eau, Éditions Pierre Tisseyre, 2007
- La tour enchantée, Éditions Pierre Tisseyre,  2007
- Matin noir dans les passages secrets, Éditions Pierre Tisseyre, 2007
- La poudre du diable, Éditions Pierre Tisseyre, 2008
- La guerre des épis, Éditions Pierre Tisseyre, 2008
- La guérisseuse d'âmes, Éditions Pierre Tisseyre, 2008
- Le journaliste fantôme, Éditions Pierre Tisseyre, 2009
- Les justicières de la nuit, Éditions Pierre Tisseyre, 2009
- L’énigme du Vif-Argent, Éditions Pierre Tisseyre, 2010
- Le mystère de la dame de pique, Éditions Pierre Tisseyre, 2011
- Le roi des vagabonds, Éditions Pierre Tisseyre, 2012

#### SérieLes Messagers de Gaïa
- Tome 1 : La Pierre du destin, Édition Michel Quintin, 2008
- Tome 2 : Les Tablettes de Mitrinos, Édition Michel Quintin, 2008
- Tome 3 : L'Autel des Sacrifiés, Édition Michel Quintin, 2009
- Tome 4 : Les Brumes de Shandarée, Édition Michel Quintin, 2009
- Tome 5 : La dernière cristalomancienne, Édition Michel Quintin, 2010
- Tome 6 : Le testament des rois, Édition Michel Quintin, 2010
- Tome 7 : Le chevalier de cristal, Édition Michel Quintin, 2011
- Tome 8 : Le règne des Spiraliens, Édition Michel Quintin, 2012
- Tome 9 : Ermenaggon, Édition Michel Quintin, 2012

#### Les 7 cristaux de Shamballa
- Tome 1 : Les porteurs de lumière, 2011
- Tome 2 : Le cristal de Nebalom, 2011
- Tome 3 : La créature de Musqueroi, 2011
- Tome 4 : Les fissures du monde, 2012
- Tome 5 : Le tombeau de Tzardès, 2012
- Tome 6 : Le retour du prince, 2013
- Tome 7 : La tour des trois soleils, 2014

#### Série : Béa et Mia
- Les super blogueuses, Édition Michel Quintin, 2014
- Des lignes et des embrouilles, Édition Michel Quintin, 2014
- Chasse aux masques, Édition Michel Quintin, 2015

#### Collection Crimes & Réincarnations
- Vous ne survivrez pas !, Édition Michel Quintin, 2011
- Les amants de Beaufort, Édition Michel Quintin, 2011
- Ensorcellement, Édition Michel Quintin, 2011

#### Autres romans aux éditions Pierre Tisseyre
- L’été des secrets, Éditions Pierre Tisseyre, 2015
- La fille qui mangeait les signets, Éditions Pierre Tisseyre, 2016
- Le garçon qui broyait les livres, Éditions Pierre Tisseyre, 2017

#### Aux éditions AdA
- Bélios, mémoires de réincarnés, 2007

Albums illustrés par Christine Dallaire-Dupont :
- Les aventures de la petite flamme bleue, 2008
- Le papillon de lumière, 2009
- La petite flamme bleue et l’étoile perdue, 2011

Avec Chantal Déry :
- Joue avec la petite flamme bleue – jeu de 49 cartes,2011

#### Aux éditions du Phoenix (Avec Chantal Déry)
Collection Les accords toltèques expliqués aux enfants, 6 à 9 ans.
- Théo fait son numéro, 2016
- Emma est dans tous ses états, 2016
- Olivier se traine les pieds, 2017
- Coraline la maligne, 2017

#### Romans adultes spirituels fantastiques
- Mémoires de réincarnés, 2007
- Le portail des Anges, 2010